# Einwohnerentwicklung von Gelsenkirchen
Dieser Artikel gibt die Einwohnerentwicklung von Gelsenkirchen tabellarisch und graphisch wieder.
Am 30. Juni 2009 betrug die „Amtliche Einwohnerzahl“ für Gelsenkirchen nach Fortschreibung des Landesamtes für Datenverarbeitung und Statistik Nordrhein-Westfalen 260.900 (nur Hauptwohnsitze und nach Abgleich mit den anderen Landesämtern).

## Einwohnerentwicklung
Im Mittelalter und der frühen Neuzeit hatte Gelsenkirchen nur einige hundert Einwohner. Die Bevölkerung wuchs sehr langsam und ging durch die zahlreichen Kriege, Seuchen und Hungersnöte immer wieder zurück. Mit dem Aufbau der Montanindustrie im 19. Jahrhundert und dem Zuzug von Arbeitern aus Ost- und Westpreußen sowie aus Posen und Schlesien beschleunigte sich das Bevölkerungswachstum. Lebten 1819 erst 505 Menschen in dem Ort, so waren es 1900 bereits rund 37.000.
Anfang des 20. Jahrhunderts wuchs die Stadt vor allem durch zahlreiche Eingemeindungen. So überschritt am 1. April 1903 die Einwohnerzahl der Stadt Gelsenkirchen nach der Eingliederung von Schalke (26.077 Einwohner 1900), Ückendorf (21.937), Bismarck (21.169), Bulmke (11.001), Heßler (5.558) und Hüllen (6.464) die Grenze von 100.000 und machte sie zur Großstadt.
Am 1. Januar 1924 erfolgte die Eingemeindung von Rotthausen (29.413 Einwohner 1919), wodurch die Einwohnerzahl auf 206.595 stieg. Einen Zuwachs von 1.063 Personen brachte am 1. April 1926 die Eingliederung der Orte Günningfeld, Leithe (Westf.), Röhlinghausen und Wanne aus dem Kreis Gelsenkirchen. Am 1. April 1928 wuchs die Bevölkerungszahl nach dem Zusammenschluss der Städte Gelsenkirchen (207.153 Einwohner 1925) und Buer (99.307) sowie der Gemeinde Horst-Emscher (23.412) zur Stadt Gelsenkirchen-Buer auf 340.077. Am 21. Mai 1930 erfolgte die Änderung des Stadtnamens in Gelsenkirchen. Bei der Volkszählung am 17. Mai 1939 zählte man 317.568 Personen.
Im Zweiten Weltkrieg war die Stadt als eines der Zentren der Kriegswirtschaft das Ziel mehrerer schwerer Bombenangriffe der Alliierten. Allein beim Großangriff vom 6. November 1944 starben 518 Menschen. Insgesamt forderte der Luftkrieg 3.092 Todesopfer, drei Viertel der Stadt wurden zerstört. Bei der Einnahme durch US-amerikanische Truppen am 10. April 1945 lebten noch 160.000 Menschen in der Stadt. Das waren etwa halb so viel wie vor dem Krieg. Mit der Eingliederung von Flüchtlingen und Vertriebenen aus den ehemaligen deutschen Ostgebieten wuchs die Bevölkerungszahl sehr schnell. Ab den 1950er Jahren kamen verstärkt Gastarbeiter aus Südeuropa und der Türkei.
1959 erreichte die Einwohnerzahl mit 391.745 ihren historischen Höchststand. Mit dem Niedergang des Bergbaus in den 1960er Jahren, später auch der Eisen- und Stahlindustrie, sank die Bevölkerungszahl Gelsenkirchens. Im Jahre 2006 stand die Stadt mit 266.772 Einwohnern unter den deutschen Großstädten an 24., innerhalb Nordrhein-Westfalens an elfter Stelle. Seit 1959 ist die Bevölkerungszahl um 31,9 Prozent (124.973 Personen) gesunken. Für 2025 geht die Bevölkerungsprognose des Landesamtes von dann nur noch 226.100 Einwohnern aus.
Gelsenkirchen ist symptomatisch für den erheblichen Bevölkerungsrückgang der großen Ruhrgebietsstädte. Die Bevölkerung schrumpfte seit Ende der 1970er Jahre mit damals rd. 316.000 Einwohnern – trotz des zwischenzeitlichen Zuwachses um rd. 10.000 Einwohner nach der Wiedervereinigung 1990 – auf nur noch rd. 256.000 Einwohner 2012; mithin ein Minus von 60.000 Einwohnern bzw. fast 20 Prozent (Rückgänge im Vergleichszeitraum 1980–2012: Essen minus 14 %, Duisburg und Herne minus 13 %, Oberhausen minus 10 %, Bochum minus 9 %, Dortmund minus 7 %).
Die folgende Übersicht zeigt die Einwohnerzahlen nach dem jeweiligen Gebietsstand. Dabei handelt es sich um Volkszählungsergebnisse (¹) oder amtliche Fortschreibungen der Stadtverwaltung (bis 1970) und des Statistischen Landesamtes (ab 1971). Die Angaben beziehen sich ab 1840 auf die „Zollabrechnungsbevölkerung“, ab 1871 auf die „Ortsanwesende Bevölkerung“, ab 1925 auf die Wohnbevölkerung und seit 1987 auf die „Bevölkerung am Ort der Hauptwohnung“. Vor 1840 wurde die Einwohnerzahl nach uneinheitlichen Erhebungsverfahren ermittelt.

### Von 1798 bis 1870
(jeweiliger Gebietsstand)
| Jahr/Datum         | Einwohner |
| ------------------ | --------- |
| 1798               | 351       |
| 1. Dezember 1819 ¹ | 505       |
| 1. Dezember 1822 ¹ | 543       |
| 3. Dezember 1840 ¹ | 624       |
| 3. Dezember 1843 ¹ | 653       |
| 3. Dezember 1852 ¹ | 844       |

| Datum              | Einwohner |
| ------------------ | --------- |
| 3. Dezember 1855 ¹ | 1.030     |
| 3. Dezember 1858 ¹ | 1.597     |
| 3. Dezember 1861 ¹ | 2.379     |
| 3. Dezember 1864 ¹ | 3.556     |
| 3. Dezember 1867 ¹ | 5.030     |

¹ Volkszählungsergebnis

### Von 1871 bis 1944
(jeweiliger Gebietsstand)
| Datum              | Einwohner |
| ------------------ | --------- |
| 1. Dezember 1871 ¹ | 7.825     |
| 1. Dezember 1875 ¹ | 11.295    |
| 1. Dezember 1880 ¹ | 14.615    |
| 1. Dezember 1885 ¹ | 20.290    |
| 1. Dezember 1890 ¹ | 28.057    |
| 2. Dezember 1895 ¹ | 31.582    |
| 1. Dezember 1900 ¹ | 36.935    |
| 31. Dezember 1901  | 37.784    |
| 31. Dezember 1902  | 37.040    |
| 31. Dezember 1903  | 138.098   |
| 31. Dezember 1904  | 142.519   |
| 1. Dezember 1905 ¹ | 147.005   |
| 31. Dezember 1906  | 151.195   |
| 31. Dezember 1907  | 158.183   |
| 31. Dezember 1908  | 164.816   |
| 31. Dezember 1909  | 167.749   |
| 1. Dezember 1910 ¹ | 169.513   |

| Datum              | Einwohner |
| ------------------ | --------- |
| 31. Dezember 1911  | 170.843   |
| 31. Dezember 1912  | 172.846   |
| 31. Dezember 1913  | 176.111   |
| 1. Dezember 1916 ¹ | 162.671   |
| 5. Dezember 1917 ¹ | 160.066   |
| 8. Oktober 1919 ¹  | 168.557   |
| 31. Dezember 1919  | 170.477   |
| 31. Dezember 1920  | 173.703   |
| 31. Dezember 1921  | 179.414   |
| 31. Dezember 1922  | 182.506   |
| 31. Dezember 1923  | 181.475   |
| 31. Dezember 1924  | 206.595   |
| 16. Juni 1925 ¹    | 207.153   |
| 31. Dezember 1925  | 205.803   |
| 31. Dezember 1926  | 211.461   |
| 31. Dezember 1927  | 212.644   |
| 31. Dezember 1928  | 339.577   |

| Datum             | Einwohner |
| ----------------- | --------- |
| 31. Dezember 1929 | 336.508   |
| 31. Dezember 1930 | 334.175   |
| 31. Dezember 1931 | 331.722   |
| 31. Dezember 1932 | 331.844   |
| 16. Juni 1933 ¹   | 332.545   |
| 31. Dezember 1934 | 330.496   |
| 31. Dezember 1935 | 327.490   |
| 31. Dezember 1936 | 326.228   |
| 31. Dezember 1937 | 323.444   |
| 31. Dezember 1938 | 322.259   |
| 17. Mai 1939 ¹    | 317.568   |
| 31. Dezember 1940 | 321.586   |
| 31. Dezember 1941 | 321.647   |
| 31. Dezember 1942 | 319.751   |
| 31. Dezember 1943 | 286.466   |
| 31. Dezember 1944 | 271.439   |

¹ Volkszählungsergebnis
Quelle: Stadt Gelsenkirchen

### Von 1945 bis 1989
(jeweiliger Gebietsstand)
| Datum                | Einwohner |
| -------------------- | --------- |
| 10. April 1945       | 160.000   |
| 31. Dezember 1945    | 235.895   |
| 29. Oktober 1946 ¹   | 265.793   |
| 31. Dezember 1947    | 283.742   |
| 10. Oktober 1948 ¹   | 292.660   |
| 31. Dezember 1949    | 306.031   |
| 13. September 1950 ¹ | 315.460   |
| 31. Dezember 1951    | 329.901   |
| 31. Dezember 1952    | 341.257   |
| 31. Dezember 1953    | 352.239   |
| 31. Dezember 1954    | 361.360   |
| 31. Dezember 1955    | 368.890   |
| 25. September 1956 ¹ | 374.697   |
| 31. Dezember 1956    | 376.644   |
| 31. Dezember 1957    | 385.126   |
| 31. Dezember 1958    | 389.218   |
| 31. Dezember 1959    | 389.268   |

| Datum             | Einwohner |
| ----------------- | --------- |
| 31. Dezember 1960 | 388.118   |
| 6. Juni 1961 ¹    | 382.689   |
| 31. Dezember 1961 | 383.533   |
| 31. Dezember 1962 | 381.849   |
| 31. Dezember 1963 | 379.299   |
| 31. Dezember 1964 | 375.861   |
| 31. Dezember 1965 | 371.143   |
| 31. Dezember 1966 | 363.015   |
| 31. Dezember 1967 | 358.185   |
| 31. Dezember 1968 | 355.095   |
| 31. Dezember 1969 | 352.152   |
| 27. Mai 1970 ¹    | 348.292   |
| 31. Dezember 1970 | 347.307   |
| 31. Dezember 1971 | 344.600   |
| 31. Dezember 1972 | 338.646   |
| 31. Dezember 1973 | 333.202   |
| 31. Dezember 1974 | 327.591   |

| Datum             | Einwohner |
| ----------------- | --------- |
| 31. Dezember 1975 | 322.584   |
| 31. Dezember 1976 | 317.980   |
| 31. Dezember 1977 | 313.439   |
| 31. Dezember 1978 | 309.551   |
| 31. Dezember 1979 | 306.323   |
| 31. Dezember 1980 | 304.386   |
| 31. Dezember 1981 | 301.397   |
| 31. Dezember 1982 | 297.493   |
| 31. Dezember 1983 | 293.329   |
| 31. Dezember 1984 | 287.956   |
| 31. Dezember 1985 | 285.002   |
| 31. Dezember 1986 | 283.560   |
| 25. Mai 1987 ¹    | 287.508   |
| 31. Dezember 1987 | 286.984   |
| 31. Dezember 1988 | 287.255   |
| 31. Dezember 1989 | 289.791   |

¹ Volkszählungsergebnis
Quellen: Stadt Gelsenkirchen (bis 1970), Landesamt für Datenverarbeitung und Statistik Nordrhein-Westfalen (ab 1971)

### Ab 1990
(jeweiliger Gebietsstand)
| Datum             | Einwohner |
| ----------------- | --------- |
| 31. Dezember 1990 | 293.714   |
| 31. Dezember 1991 | 293.839   |
| 31. Dezember 1992 | 295.368   |
| 31. Dezember 1993 | 295.037   |
| 31. Dezember 1994 | 293.542   |
| 31. Dezember 1995 | 291.164   |
| 31. Dezember 1996 | 289.023   |
| 31. Dezember 1997 | 286.432   |
| 31. Dezember 1998 | 284.085   |
| 31. Dezember 1999 | 281.979   |

| Datum             | Einwohner |
| ----------------- | --------- |
| 31. Dezember 2000 | 278.695   |
| 31. Dezember 2001 | 275.835   |
| 31. Dezember 2002 | 274.926   |
| 31. Dezember 2003 | 273.782   |
| 31. Dezember 2004 | 270.109   |
| 31. Dezember 2005 | 268.102   |
| 31. Dezember 2006 | 266.772   |
| 31. Dezember 2007 | 264.765   |
| 31. Dezember 2008 | 262.063   |
| 31. Dezember 2009 | 259.744   |

| Datum             | Einwohner |
| ----------------- | --------- |
| 31. Dezember 2010 | 257.981   |
| 9. Mai 2011       | 258.766   |
| 31. Dezember 2011 | 256.652   |
| 31. Dezember 2012 | 257.607   |
| 31. Dezember 2013 | 257.850   |
| 31. Dezember 2014 | 257.651   |
| 31. Dezember 2015 | 260.368   |
| 31. Dezember 2016 | 262.528   |
| 31. Dezember 2017 | 260.305   |
| 31. Dezember 2018 | 260.654   |

| Datum             | Einwohner |
| ----------------- | --------- |
| 31. Dezember 2019 | 259.645   |
| 31. Dezember 2020 | 259.105   |
| 31. Dezember 2021 | 260.126   |
| 31. Dezember 2022 | 264.655   |
| 31. Dezember 2023 | 267.284   |
| 31. Dezember 2024 | 267.930   |

Quellen: Landesbetrieb Information und Technik Nordrhein-Westfalen

## Bevölkerungsprognose

### Bertelsmann-Stiftung
In ihrem 2008 publizierten „Wegweiser Kommune zum demographischen Wandel 2025“, in dem die Bertelsmann-Stiftung Daten zur Entwicklung der Einwohnerzahl von 2.959 Kommunen in Deutschland liefert, wurde für Gelsenkirchen ein Rückgang der Bevölkerung zwischen 2006 und 2025 um 8,6 Prozent (23.074 Personen) vorausgesagt.
Absolute Bevölkerungsentwicklung 2006–2025 – Prognose für Gelsenkirchen (Hauptwohnsitze):
| Prognose 2006 | Prognose 2006 |
| Jahr          | Einwohner     |
| ------------- | ------------- |
| 2006          | 266.772       |
| 2010          | 261.254       |
| 2015          | 254.869       |
| 2020          | 249.104       |
| 2025          | 243.698       |

| Prognose 2012 | Prognose 2012 |
| Jahr          | Einwohner     |
| ------------- | ------------- |
| 2012          | 257.570       |
| 2020          | 251.690       |
| 2025          | 247.870       |
| 2030          | 243.900       |

Nebenstehende Prognosen im Vergleich zur realen Entwicklung von 1990 bis 2018

Jeweils zum 31. Dezember. Quelle: Bertelsmann-Stiftung

### Prognose der Postbank
Im März 2016 veröffentlichte die Deutsche Postbank AG eine unter Leitung von Michael Bräuninger, Professor an der Helmut-Schmidt-Universität, durchgeführte Studie unter dem Titel Wohnatlas 2016 – Leben in der Stadt, in der für 36 deutsche Großstädte auch eine Bevölkerungsprognose für das Jahr 2030 durchgeführt wird. Sie berücksichtigt auch explizit den Zuzug im Rahmen der Flüchtlingskrise in Deutschland ab 2015. Für Gelsenkirchen wird darin von 2016 bis 2030 trotz Flüchtlingszuzug ein Bevölkerungsrückgang von 8,93 % vorhergesagt.

## Bevölkerungsstruktur
Die größten Gruppen der melderechtlich in Gelsenkirchen registrierten Ausländer kamen am 30. September 2016 aus der Türkei (17.243), Syrien (4.753), Polen (4.317), Rumänien (3.926), Serbien (2.382), Bulgarien (1.955), Italien (1.746), Kosovo (1.147), Kroatien (1.094) und Irak (1.049).
| Bevölkerung                 | Stand 30. September 2016 |
| --------------------------- | ------------------------ |
| Einwohner mit Hauptwohnsitz | 264.790                  |
| davon männlich              | 131.536                  |
| weiblich                    | 133.254                  |
| Deutsche                    | 214.045                  |
| davon männlich              | 103.926                  |
| weiblich                    | 110.119                  |
| Ausländer                   | 50.745                   |
| davon männlich              | 27.610                   |
| weiblich                    | 23.135                   |
| Ausländeranteil in Prozent  | 19,2                     |

Quelle: Stadt Gelsenkirchen

## Altersstruktur

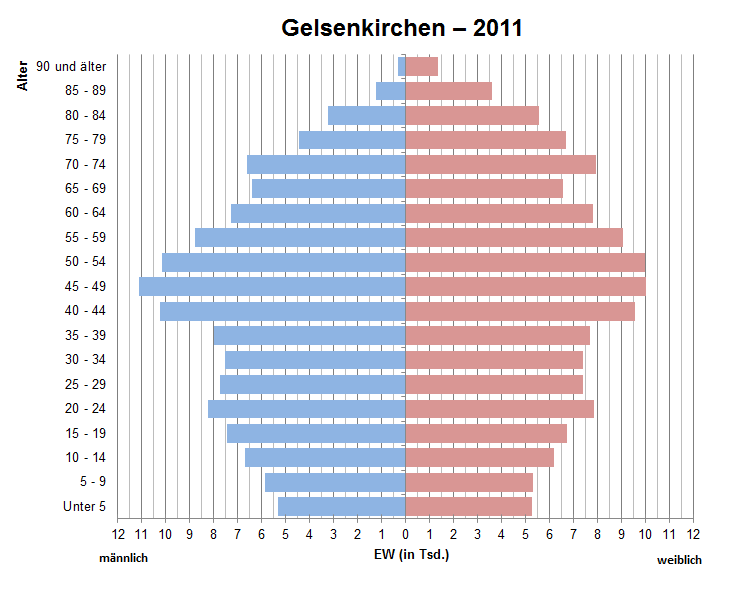
Bevölkerungspyramide für Gelsenkirchen (Datenquelle: Zensus 2011.)

Die folgende Übersicht zeigt die Altersstruktur vom 31. Dezember 2010 (Hauptwohnsitze).
| Alter von – bis | Einwohnerzahl | Anteil in Prozent |
| --------------- | ------------- | ----------------- |
| 0 – 4           | 10.807        | 4,2               |
| 5 – 14          | 24.200        | 9,4               |
| 15 – 19         | 14.436        | 5,6               |
| 20 – 24         | 16.235        | 6,3               |
| 25 – 29         | 14.590        | 5,7               |
| 30 – 39         | 30.509        | 11,8              |
| 40 – 49         | 40.849        | 15,8              |
| 50 – 59         | 37.448        | 14,5              |
| 60 – 64         | 14.986        | 5,8               |
| über 65         | 53.921        | 20,9              |
| Gesamt          | 257.981       | 100,0             |

Quelle: Landesbetrieb Information und Technik Nordrhein-Westfalen

## Stadtbezirke

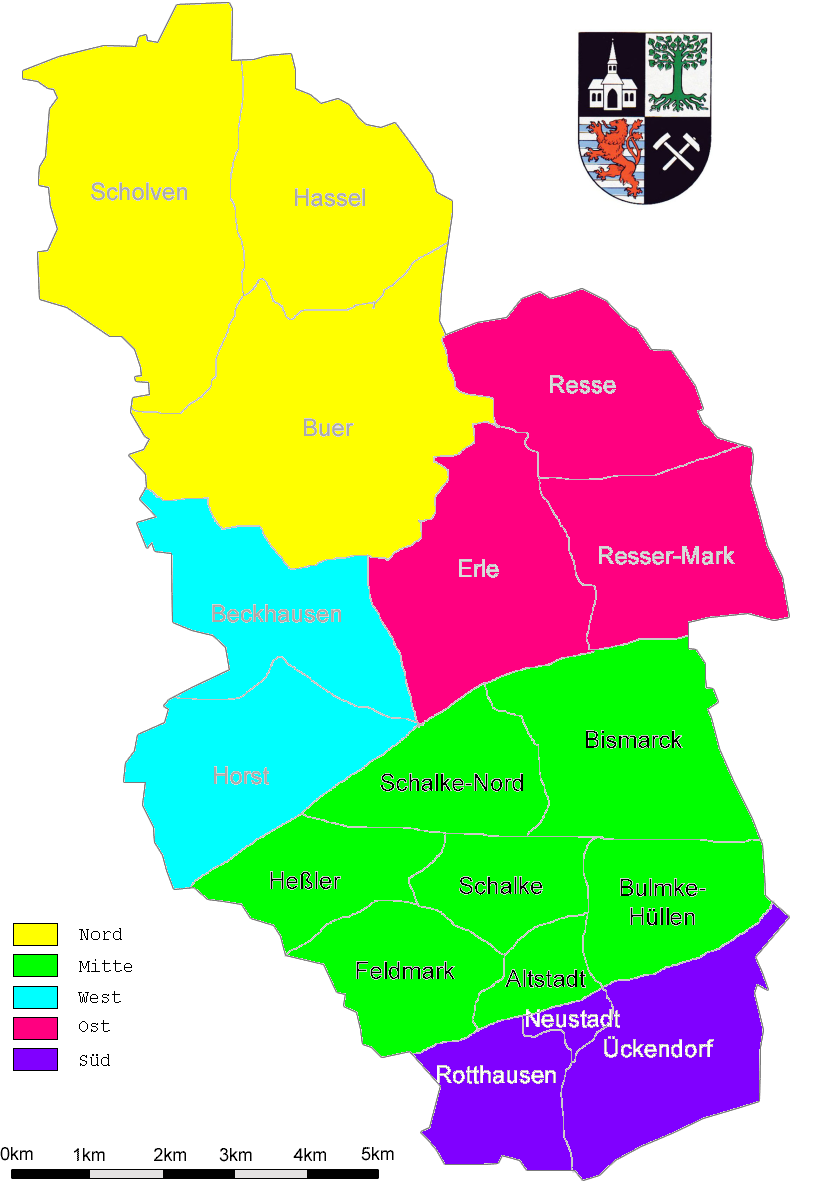
Stadtbezirke

Das Stadtgebiet Gelsenkirchens besteht aus fünf Stadtbezirken mit je einer Bezirksvertretung, die sich in 18 Stadtteile gliedern.
Die Einwohnerzahlen in der folgenden Tabelle beziehen sich auf den 31. Dezember 2007 (Hauptwohnsitze).
| Name          | Fläche in km² | Einwohner- zahl | Einwohner je km² | Ausländer- zahl | Ausländer in % |
| ------------- | ------------- | --------------- | ---------------- | --------------- | -------------- |
| Mitte         | 27,98         | 90.971          | 3.252            | 15.440          | 17,0           |
| Nord          | 32,94         | 59.726          | 1.813            | 7.115           | 11,9           |
| West          | 12,83         | 34.807          | 2.713            | 4.054           | 11,7           |
| Ost           | 20,65         | 43.094          | 2.087            | 2.833           | 6,6            |
| Süd           | 10,47         | 38.569          | 3.683            | 6.126           | 15,9           |
| Gelsenkirchen | 104,84        | 267.167         | 2.548            | 17.105          | 13,3           |

Quelle: Stadt Gelsenkirchen